# Muzeum Wodociągów w Bydgoszczy
Muzeum Wodociągów w Bydgoszczy – muzeum w Bydgoszczy prezentujące historię i działalność wodociągów w Polsce oraz sprzęt i akcesoria wodociągowo-kanalizacyjne, począwszy od okresu staropolskiego, aż po czasy współczesne.

## Lokalizacja
Muzeum mieści się w dwóch obiektach: 45-metrowej wieży ciśnień, położonej w parku Henryka Dąbrowskiego na osiedlu Szwederowo w Bydgoszczy oraz w zabytkowej hali pomp w Lesie Gdańskim. Obie placówki tworzą ścieżkę dydaktyczną.

## Historia
Muzeum powstało w ramach projektu „Ścieżka Edukacji Ekologicznej na bazie zabytkowych obiektów Hali Pomp i Wieży Ciśnień”, finansowanego przez spółkę Miejskie Wodociągi i Kanalizacja w Bydgoszczy oraz fundusze unijne. Całe przedsięwzięcie kosztowało 13 mln zł, z czego 6 mln uzyskano z Regionalnego Programu Operacyjnego Województwa Kujawsko-Pomorskiego na lata 2007–2013.

## Charakterystyka
W bydgoskiej wieży ciśnień ekspozycja zawiera między innymi: relikty drewnianej sieci wodociągowej i kanalizacyjnej, zbiór wodomierzy, kolekcje wanien, umywalek oraz sanitariatów, pochodzące zarówno z Bydgoszczy, jak i innych miast polskich. Pomiędzy eksponatami ustawione są multimedialne kioski, gdzie prezentowane są animacje, filmy i multimedia w kilku językach. Dotyczą on, m.in., historii wodociągów na świecie i w Bydgoszczy (od 1523 r.), historii wody oraz sposobów jej pozyskiwania od starożytności po współczesność, obiegu wody w przyrodzie oraz procesów technologicznych pobierania, uzdatniania wody i oczyszczania ścieków. Na poszczególnych poziomach można podziwiać także archiwalne zdjęcia i dokumenty. W zbiorniku wieży zorganizowano Galerię Wieży Ciśnień Muzeum Wodociągów, w której swoje prace przedstawiają artyści z Bydgoszczy i regionu.
Jedną z atrakcji muzeum jest taras widokowy na szczycie wieży ciśnień (wysokość 75 m ponad dolnym tarasem miasta), skąd przy pomocy lunet można podziwiać panoramę Bydgoszczy.
W dawnej hali pomp w Lesie Gdańskim znajduje się ścieżka edukacyjna, na której prowadzone są, m.in., pokazowe lekcje dla dzieci i młodzieży. Eksponowane są tu zabytkowe urządzenia wodociągowe: hydranty i zdroje uliczne, pompy, zasuwy, zawory. Jednym z elementów jest 15-metrowa replika kanału wodno-ściekowego z końca XIX wieku oraz film przedstawiający warunki panujące w kanałach podczas Powstania Warszawskiego. Znajduje się tutaj również rurmus – urządzenie służące w dawnych wiekach do podnoszenia wody z rzeki ponad murami miejskimi.

## Zwiedzanie
Zwiedzanie muzeum jest możliwe w dni powszednie (z wyjątkiem piątku) w godz. 11-16 oraz w soboty i niedziele w godzinach 13-17.

## Galeria

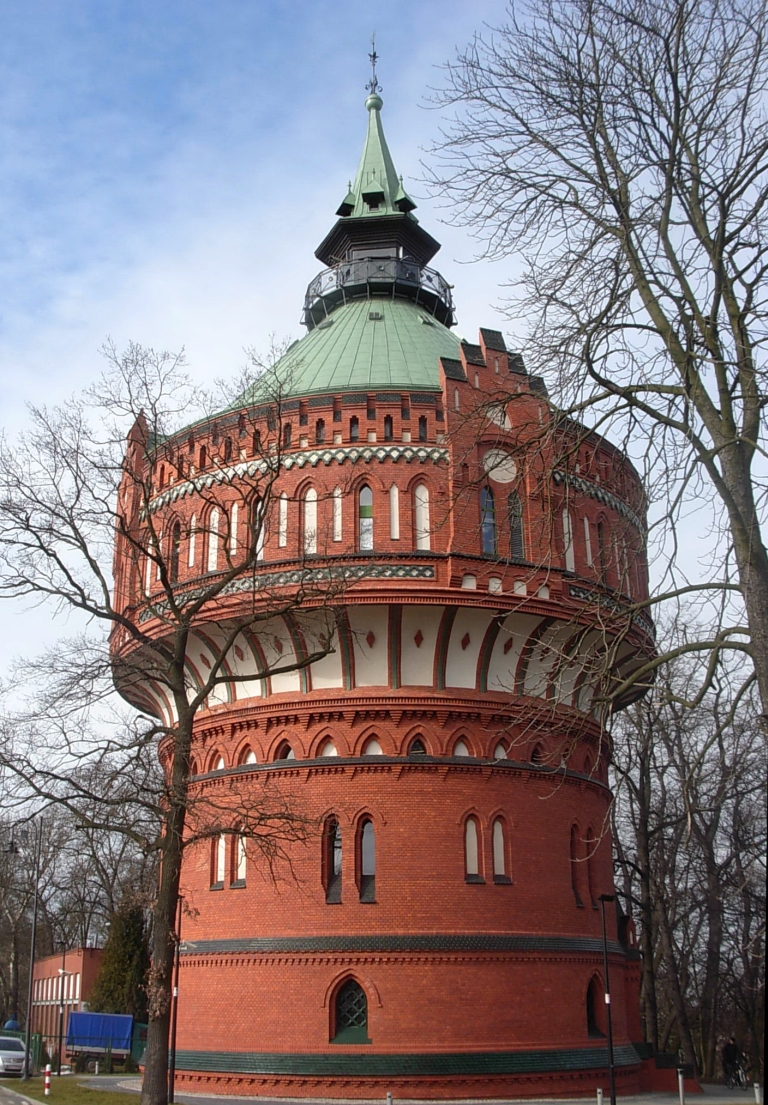
Wieża ciśnień
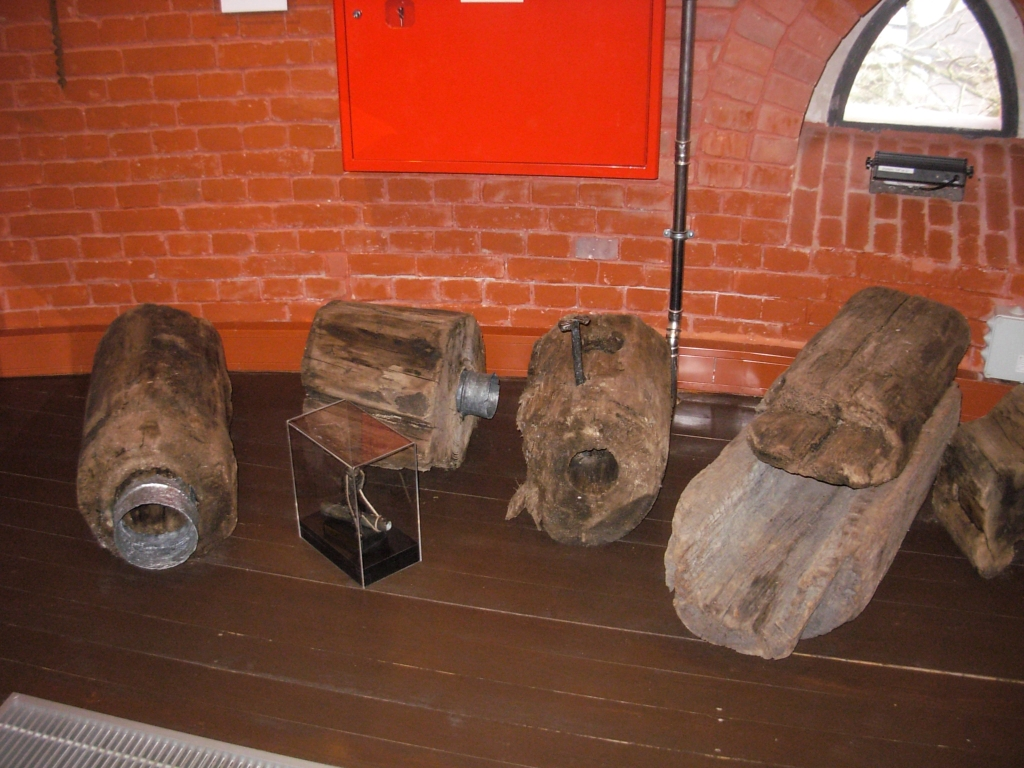
Drewniane rury wodociągowe
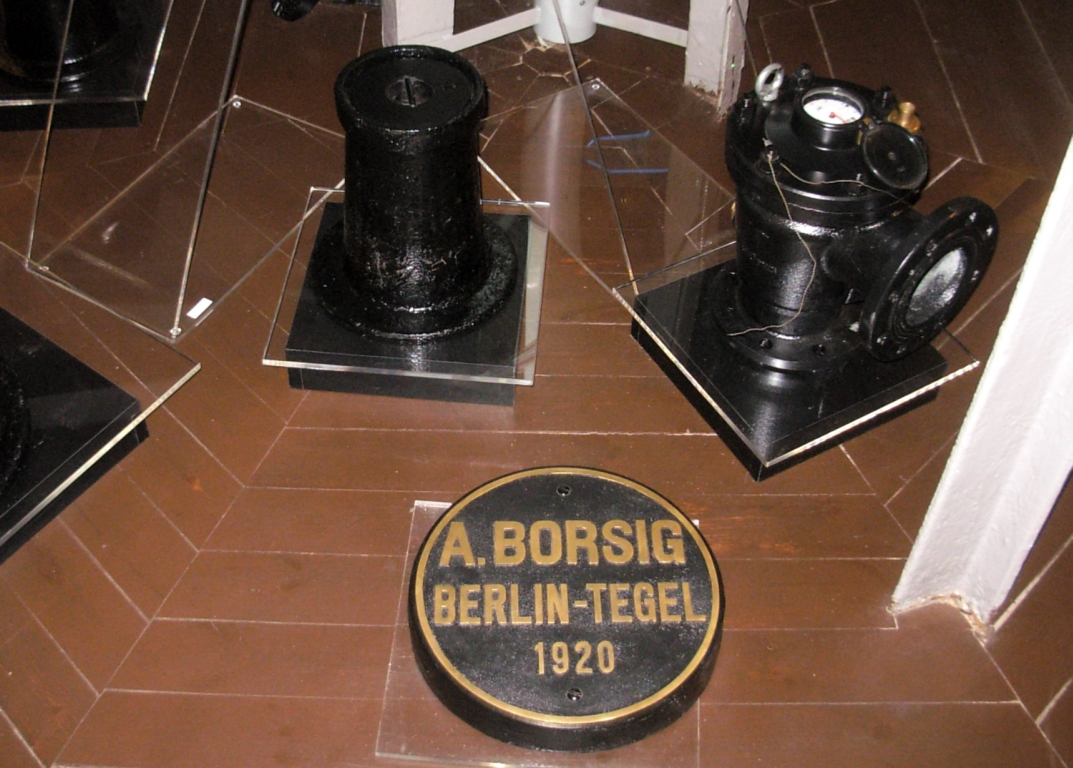
Żeliwne elementy kanalizacyjne
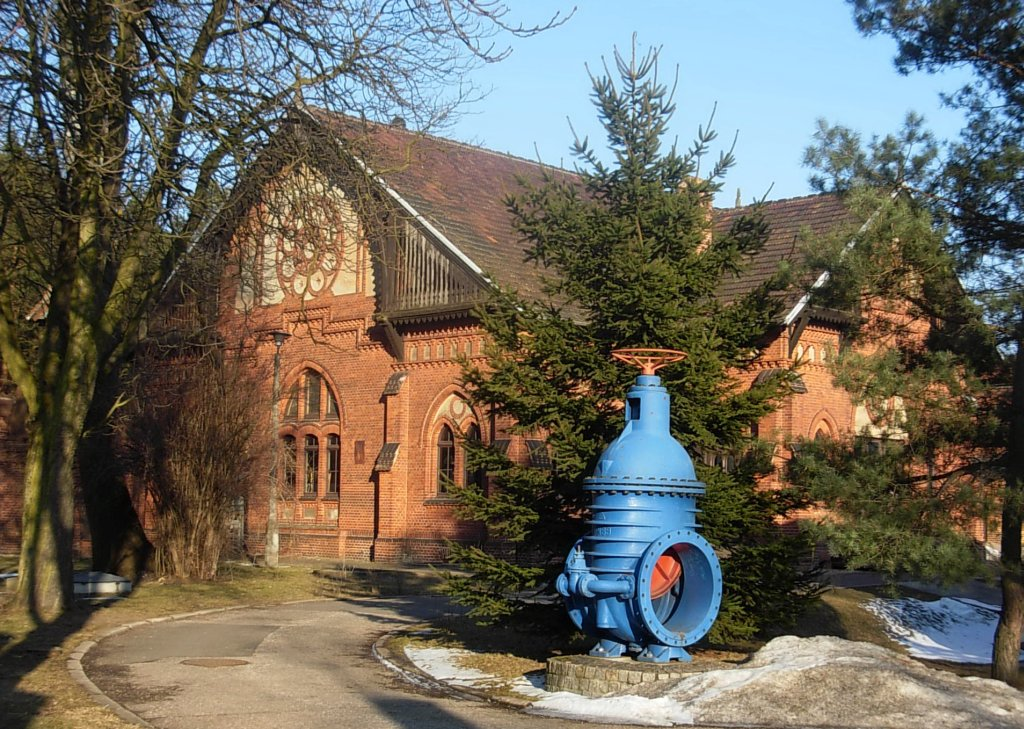
Przepompownia w Lesie Gdańskim
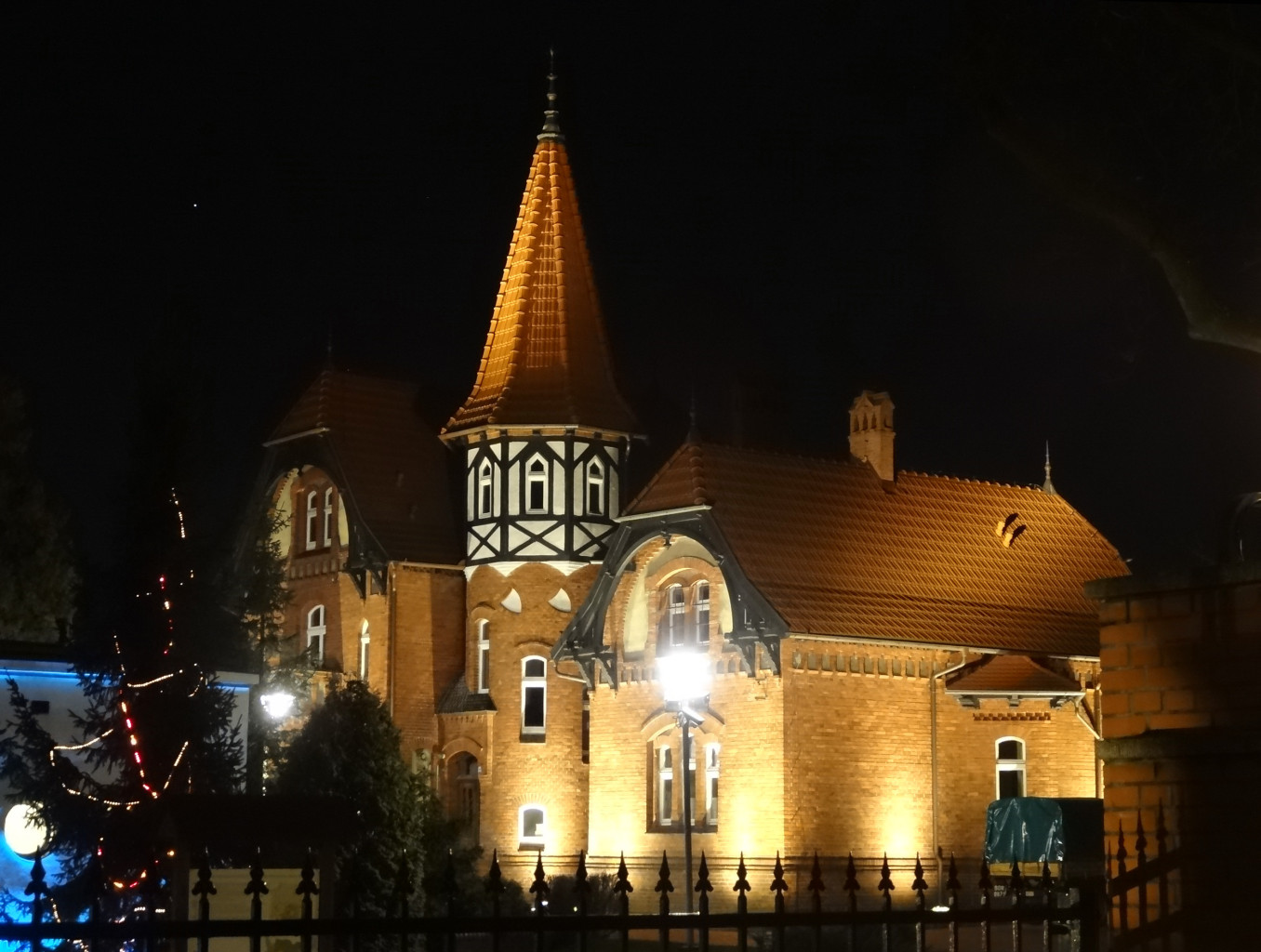
Muzeum w Lesie Gdańskim